# Trolleybus de Saint-Pétersbourg
Le trolleybus de Saint-Pétersbourg (en russe : Санкт-Петербу́ргский троллейбус) est un des systèmes de transport en commun de Saint-Pétersbourg, en Russie.
Ce système est ouvert depuis le 21 octobre 1936 .